# Эмбелейка
Эмбелейка — река в России, протекает в Ульяновской области. Правый приток Инзы.

## География
Река Эмбелейка берёт начало в лесах восточнее села Юрловка. Течёт на запад. Устье реки находится у села Аристовка в 101 км по правому берегу реки Инза. Длина реки составляет 21 км, площадь водосборного бассейна — 226 км².

## Данные водного реестра
По данным государственного водного реестра России относится к Верхневолжскому бассейновому округу, водохозяйственный участок реки — Сура от Сурского гидроузла и до устья реки Алатырь, речной подбассейн реки — Сура. Речной бассейн реки — (Верхняя) Волга до Куйбышевского водохранилища (без бассейна Оки).
Код объекта в государственном водном реестре — 08010500312110000036487.